# Moses Opondo
Moses Opondo (Kampala, 28 ottobre 1997) è un calciatore ugandese, centrocampista del Fredericia.

## Biografia
Nato in Uganda, si è trasferito in Danimarca con la madre all'età di quattro anni.

## Carriera

### Club
Ha giocato nella prima divisione danese.

### Nazionale
Tra il 2018 ed il 2019 ha giocato complessivamente 2 partite con la nazionale ugandese.

## Statistiche

### Presenze e reti nei club
Statistiche aggiornate al 9 ottobre 2018.
| Stagione          | Squadra           | Campionato        | Campionato | Campionato | Coppe nazionali | Coppe nazionali | Coppe nazionali | Coppe continentali | Coppe continentali | Coppe continentali | Altre coppe | Altre coppe | Altre coppe | Totale | Totale | Totale |
| Stagione          | Squadra           | Comp              | Pres       | Reti       | Comp            | Pres            | Reti            | Comp               | Pres               | Reti               | Comp        | Pres        | Reti        | Pres   | Reti   |        |
| ----------------- | ----------------- | ----------------- | ---------- | ---------- | --------------- | --------------- | --------------- | ------------------ | ------------------ | ------------------ | ----------- | ----------- | ----------- | ------ | ------ | ------ |
| 2016-2017         | Vendsyssel        | 1D                | 18+2       | 1          | CD              | 4               | 2               | -                  | -                  | -                  | -           | -           | -           | 24     | 3      |        |
| 2017-2018         | Vendsyssel        | 1D                | 28+2       | 0          | CD              | 0               | 0               | -                  | -                  | -                  | -           | -           | -           | 30     | 0      |        |
| 2018-2019         | Vendsyssel        | SL                | 12         | 1          | CD              | 0               | 0               | -                  | -                  | -                  | -           | -           | -           | 12     | 1      |        |
| Totale Vendsyssel | Totale Vendsyssel | Totale Vendsyssel | 58+4       | 2          |                 | 4               | 2               |                    | -                  | -                  |             | -           | -           | 66     | 4      |        |
| Totale carriera   | Totale carriera   | Totale carriera   | 58+4       | 2          |                 | 4               | 2               |                    | -                  | -                  |             | -           | -           | 66     | 4      |        |